# ÁVT IVd
A IVd osztályú mozdonyok az Osztrák–Magyar Államvasút-Társaság (ÁVT/OMÁV) tolató és helyi tehervonati szertartályos gőzmozdonyai voltak.
Az ÁVT tolatási szolgálatra szerezte be ezt a 31 mozdonyt különböző gyártóktól (az elsőt az ÁVT saját simmeringi főműhelyében építtette) 1875 és 1886 között és a IVd osztályba sorozta őket továbbá a 621-651 pályaszámokkal látta el.
Amikor az ÁVT magyar pályarészeit 1891-ben államosították a IVd sorozatból 16 mozdony is MÁV tulajdonba került ahol TIIIa osztályjelzéssel előbb 3201-3216, azután 3901-3916, majd 3961-3976 pályaszámokat kaptak. 1911-től a 369 sorozat 001-016 lett a pályaszámuk. Kettő ezek közül a mozdonyok közül az első világháború után a ČSD-hez került ahol a 311.501–502 pályaszámokat kapták.
Az Ausztriába maradt 15 mozdony 1897 után a 3001–3015 pályaszámokat, majd az államosítás után kkStB 393.01-15 számokat kaptak. A BBÖ az első világháború után átszámozta mind a 15 mozdonyt, majd 1935-ig selejtezték őket. Három mozdonyt eladtak. Egyet a Tulli Cukorgyár, egyet az Alpesi Hegyivasút, egyet pedig a Hohhenaui Cukorgyár vett meg.

## Fordítás
- Ez a szócikk részben vagy egészben  a   StEG II 621-651 című német Wikipédia-szócikk fordításán alapul.  Az eredeti cikk szerkesztőit annak laptörténete sorolja fel. Ez a jelzés csupán a megfogalmazás eredetét és a szerzői jogokat jelzi, nem szolgál a cikkben szereplő információk forrásmegjelöléseként.